# Donát Bárány
Donát Bárány (4 settembre 2000) è un calciatore ungherese, attaccante del Debrecen.

## Caratteristiche tecniche
È un centravanti.

## Carriera

### Club
Cresciuto nel settore giovanile del Debrecen, debutta in prima squadra il 18 febbraio 2019 in occasione dell'incontro di Magyar Kupa vinto 3-2 contro l'Ajka-Padragkút.

### Nazionale
Nel 2021 viene convocato dalla nazionale Under-21 per il campionato europeo di categoria; il 27 marzo scende in campo nel match della fase a gironi contro la Romania.

## Statistiche
Statistiche aggiornate al 27 maggio 2023.

### Presenze e reti nei club
| Stagione        | Squadra         | Campionato      | Campionato | Campionato | Coppe nazionali | Coppe nazionali | Coppe nazionali | Coppe continentali | Coppe continentali | Coppe continentali | Altre coppe | Altre coppe | Altre coppe | Totale | Totale | Totale |
| Stagione        | Squadra         | Comp            | Pres       | Reti       | Comp            | Pres            | Reti            | Comp               | Pres               | Reti               | Comp        | Pres        | Reti        | Pres   | Reti   |        |
| --------------- | --------------- | --------------- | ---------- | ---------- | --------------- | --------------- | --------------- | ------------------ | ------------------ | ------------------ | ----------- | ----------- | ----------- | ------ | ------ | ------ |
| 2018-2019       | Debrecen        | NB1             | 0          | 0          | CU              | 1               | 0               |                    | -                  | -                  |             | -           | -           | 1      | 0      |        |
| 2020-2021       | Debrecen        | NB2             | 30         | 15         | CU              | 3               | 1               |                    | -                  | -                  |             | -           | -           | 33     | 16     |        |
| 2021-2022       | Debrecen        | NB1             | 6          | 1          | CU              | 1               | 0               |                    | -                  | -                  |             | -           | -           | 7      | 1      |        |
| 2022-2023       | Debrecen        | NB1             | 17         | 4          | CU              | 0               | 0               |                    | -                  | -                  |             | -           | -           | 17     | 4      |        |
| Totale carriera | Totale carriera | Totale carriera | 53         | 20         |                 | 5               | 1               |                    | -                  | -                  |             | -           | -           | 58     | 21     |        |